# منصور حسين المنصور
منصور حسين المنصور (17 يوليو 1987  -)، ممثل ومخرج كويتي من عائلة فنية رائدة حيث أن والده هو الممثل حسين المنصور وأعمامه الممثلين محمد المنصور ومنصور المنصور والمخرج عبدالعزيز المنصور.

## من أعماله

### المسلسلات
- دارت الأيام.
- صحوة زمن.
- جادة 7.
- أشياء لاتشترى.
- الحب الذي كان.
- كنة الشام وكناين الشامية.
- الوهم
- دروب الشك
- دموع الرجال

### في المسرح
- الأبطال الستة.
- حوار بين كمبيو والأصدقاء.
- حسان والأميرة أشجان.

## روابط خارجية
- منصور حسين المنصور على موقع قاعدة بيانات الأفلام العربية